# Jan Smolík
Jan Smolík (nascido em 24 de dezembro de 1942) é um ex-ciclista olímpico tchecoslovaco. Representou sua nação nos Jogos Olímpicos de Tóquio 1964 e Cidade do México 1968.